# Albino de Angers
San Albino (468-549) fue un religioso francés. 
Profesó en el monasterio de Ciucillac, del que llegó a ser abad. Elevado más tarde a la silla episcopal de Angers, se esforzó y logró establecer en su diócesis la disciplina eclesiástica, y en el concilio celebrado en Orleans en 538 restableció el canon trigésimo del de Epona que condenaba los matrimonios incestuosos, muy frecuentes en aquella época. 
La iglesia celebra su fiesta el 1 de marzo.